# 제49회 미국 작가 조합상
제49회 미국 작가 조합상은 1996년 뛰어난 활동을 보인 영화 작가를 기리기 위해 1997년 3월에 열린 시상식이다. [서부]LA, 비벌리 힐튼 호텔/[동부]뉴욕, 터번온더그린에서 개최되었다.

## 수상 및 후보

### 각본상
- 파고 - 조엘 코언 수상

### 각색상
- 슬링 블레이드 - 빌리 밥 손튼 수상

### 월계수상
- 로버트 타운 수상

### 발렌타인 데이비스 상
- Jonathan Estrin 수상
- Shelley List 수상

### 에블린 F. 버클리 상
- 시드니 루멧 수상

### 이안 맥레랜 헌터 상
- 제이 프레슨 알렌 수상

### 리차드 B. 자브로우 상
- Bruce R. Campbell 수상

### 파울 셀빈 명예상
- 래리 플린트 - 스콧 알렉산더 수상